# 中华人民共和国第九届少数民族传统体育运动会
中华人民共和国第九届少数民族传统体育运动会于2011年9月10日—9月18日在中国贵州贵阳举行。8月24日进行火炬传递仪式。本届比赛项目有花炮、木球、蹴球、毽球、龙舟、秋千、射弩、陀螺、押加、马术、武术、珍珠球、独竹漂、高脚竞速、板鞋竞速和民族式摔跤等，其中独竹漂是本届运动会新设项目。主题歌是《手牵着心连着》。
本届民族运动会取消了竞赛和表演项目的金银铜牌（奖），改设一、二、三等奖。独竹漂、花炮、民族式摔跤等16个竞赛项目共产生129个一等奖，185个表演项目共生产74个一等奖。